# Доманов Тимофій Миколайович
Тимофій Миколайович Доманов (1887, хут. Калинівський станиці Мігулинської Верхньо-Донського округу Області Війська Донського, Російська імперія — 16 січня 1947, Москва, СРСР) — генерал-майор вермахту, похідний отаман Козачого Стану Головного управління козачих військ Міністерства східних окупованих територій Третього Рейху.

## Страта
29 травня 1945, серед 125 кавказьких офіцерів був доставлений в Юденбург і переданий англійцями органам НКВС, які етапували його в Москву. Відповідно до Указу Президії Верховної Ради СРСР від 19 квітня 1943 року Військова колегія Верховного Суду СРСР в січні 1947 року засудила обвинувачених Доманова Т. М., Краснова П. М., Шкуро А. Г., Султан-Гирея Клича, Краснова С. Н. і фон Панвіца до страти через повішення. 16 січня 1947 року вирок був приведений у виконання. Серед зазначених Доманов єдиний мав радянське громадянство і обґрунтовано був засуджений до страти за зраду Батьківщині.